# Snedmyran
Snedmyran är ett naturreservat i Ragunda kommun i Jämtlands län.
Området är naturskyddat sedan 2013 och är 266 hektar stort. Reservatet består av rikkärr, sumpskog av gran och tall och ett område med lövrik grandominerad kalkbarrskog.